# Diên Bình
Diên Bình là một xã thuộc huyện Đăk Tô, tỉnh Kon Tum, Việt Nam.
Xã Diên Bình có diện tích 47,17 km², dân số năm 2019 là 7.280 người, mật độ dân số đạt 154 người/km².